# Francesc Soler Llagostera
Francesc Soler Llagostera (Roda de Ter, Barcelona, 15 de abril de 1978) es periodista, escritor y analista político español.

## Biografía
Licenciado en periodismo en la Universidad Autónoma de Barcelona. Ha trabajado en los servicios informativos de Cataluña Radio durante trece años (2000-2013) donde ha sido editor de los informativos del fin de semana durante cinco temporadas además de presentar un programa de entrevistas. En la actualidad colabora con diferentes medios como analista político, entre ellos TVE, TV3, 8TV y Rac-1.
Comprometido en la lucha contra el Sida es miembro del Comité Asesor Comunitario del HIVACAT, el programa catalán para el desarrollo de una vacuna del Sida.
En 2006 contrajo matrimonio con el periodista Oriol Nolis. Se divorciaron en 2017.

## Libros
- Un perfil propi. Conversacions amb Santi Vila (Un perfil propio. Conversaciones con Santi Vila) (2014) Angle Editorial. Conversaciones con Santi Vila, exalcalde de Figueras y exconsejero de la Generalidad de Cataluña.

- Homonots. Converses amb 10 gais que han obert camí (Homonots. conversaciones con 10 gais que han abierto camino) (2014) Angle Editorial. Catalán. Un libro de entrevistas a Jordi Llovet, Jaume Santandreu, Miquel Iceta, Jordi Petit, Armand de Fluvià, Llibert Ferri, Ferran Pujol, Ventura Pons, Nazario y Juan P. Juliá.